# Teenage Mutant Ninja Turtles (videojuego de 2003)
Teenage Mutant Ninja Turtles es un Yo contra el barrio lanzado en 2003 por Konami. El juego está basado en la serie de TV de 2003. La jugabilidad principal vagamente adapta los siguientes episodios de la temporada uno: Things Change, A Better Mouse Trap, Attack of the Mousers, Meet Casey Jones, Nano, Darkness on the Edge of Town, The Way of Invisibility, Notes From the Underground (partes 1-3), y Return to New York (partes 1-3), también un nivel que no se deriva de la serie animada en absoluto.

## Recepción
Teenage Mutant Ninja Turtles recibió reseñas generalmente mixtas de parte de los críticos, desde su lanzamiento.